# Даніель Тобіас Фабер
Даніель Тобіас Фабер (нім. Daniel Tobias Faber; 1667—1744) —  німецький Органіст XVIII століття з міста Крайльсгайм в Вюртемберзі.
Відомий завдяки повідомленню Йоганна Готфріда Вальтера («Музичний лексикон», 1732) про те, що саме він, Фабер, в 1725 році сконструював клавікорд з трьома незалежними  педалями: для forte, для демпфера, що дає piano, і для  дзвіночків.